# Михаил Доростолски и Червенски
Михаил е български православен духовник, велички епископ (1924 – 1927), доростолски и червенски митрополит (1927 – 1961) на Българската православна църква.

## Биография
Роден е на 6 април 1884 година в град Калофер, със светското име Димитър Тодоров Чавдаров в семейството на Тодор Драганов Чавдаров и Парашкева Аврамова – дъщеря на Димитър Аврамов и Велика, дъщеря на чорбаджи Недя Начоолу, от Калофер. Първоначално образование получава като ревностен ученик в родния си град. През 1896 година семейството му се преселва в град София, където завършва ючбунарската прогимназия. През есента на 1898 година е приет за ученик в Самоковското богословско училище, в което постъпва с конкурсен изпит и завършва през 1902 година като първенец.
От 15 август 1902 година до 6 август 1906 година работи като писар във Варненско-Преславската митрополия. През есента на 1906 година със стипендия, отпусната от Светия синод, заминава за Русия, където до 1910 година следва в Киевската духовна академия. Получава стипендия по случай 25-годишния юбилей на екзарх Йосиф I Български. Завършва през 1910 година като кандидат на богословието.
След завръщането си в България, от 1910 година до края на юли 1912 година е учител-възпитател в Софийската духовна семинария. На 24 декември 1911 година в семинарския храм „Свети Йоан Рилски“ е постриган в монашество с името Михаил от тогавашния ректор епископ Неофит Велички, който на следващия ден 25 декември го ръкополага и в йеродяконски чин. На 1 август 1912 година във варненския катедрален храм „Успение Богородично“ е ръкоположен за йеромонах от митрополит Симеон Варненски и Преславски и в същия ден е назначен за протосингел на Варненско-Преславската митрополия,  като изпълнява длъжността до 17 август 1923 година. Взема дейно участие в Втория църковно-народен събор през 1921 – 1922 г.
На 6 януари 1915 година по решение на Светия синод е възведен в архимандритско достойнство от митрополит Симеон. От 17 август 1923 година до края на август 1926 година архимандрит Михаил е ректор на Софийската духовна семинария.
На 28 април 1924 година във варненския Катедрален храм „Успение Богородично“ е хиротонисан в епископски сан с титлата „Велички“ от митрополитите Симеон Варненски и Преславски, Павел Старозагорски и епископ Варлаам Левкийски. От 1 септември 1926 година до 3 април 1927 година епископ Михаил Велички е викарий на митрополит Симеон Варненски и Преславски.
На 3 април 1927 година е избран, а на 10 април същата година е и канонически утвърден за доростолски и червенски митрополит. Като епархийски архиерей той е инициатор на множество благотворителни и културно-просветни начинания в епархията си и извън нея. Почетен председател е на Българския червен кръст в София, а от 1927 година до 1944 година е и председател на БЧК в Русе.
На 12 юли 1947 година в Разград възвежда Максим Минков в архимандритско достойнство и с благословението на Светия синод го назначава за свой протосингел. От 8 ноември 1948 година до 4 януари 1949 година митрополит Михаил е наместник-председател на Светия синод. През лятото на 1949 година заместник-министърът на вътрешните работи Йонко Панов го определя като „предан представител на реакцията в църквата“ и предлага да бъде отстранен от Светия синод в рамките на кампания за „демократизация“, но предложението е отхвърлено от Политбюро на ЦК на БКП.
Митрополит Михаил има много публикувани статии и сказки в „Църковен вестник“. Автор е на множество книги, брошури и статии от църковно-исторически, нравствено-богословски и социален характер.
Учира на 8 май 1961 година в София и е погребанв притвора на русенския катедрален храм „Света Троица“.